# Cernești
Cernești è un comune della Romania di 3 716 abitanti, ubicato nel distretto di Maramureș, nella regione storica della Transilvania. 
Il comune è formato dall'unione di 7 villaggi: Brebeni, Cernești, Ciocotiș, Fânațe, Izvoarele, Măgureni, Trestia.